# Coppa Bernocchi 2022
La 103e édition de la Coppa Bernocchi a lieu le 3 octobre 2022 avec un départ et une arrivée à Legnano (Lombardie), sur une distance de 190,7 kilomètres. Elle fait partie du calendrier UCI ProSeries 2022 (deuxième niveau mondial) en catégorie 1.Pro. C'est également l'une des manches de la Coupe d'Italie et la première du Trittico Lombardo.

## Présentation

### Parcours
Partant de Legnano, le parcours se dirige vers le nord et Gornate-Olona où un circuit de 16,8 km doit être accompli à sept reprises. Ensuite, les coureurs reprennent la direction du sud et Legnano où l'arrivée est jugée sur la Viale Toselli.

### Équipes
Vingt-cinq équipes sont au départ de la course : quinze équipes UCI WorldTeam, huit équipes continentales professionnelles et deux équipes continentales.
| WorldTeams (15)- Movistar Team - Intermarché-Wanty-Gobert Matériaux - EF Education-EasyPost - Bora-Hansgrohe - AG2R Citroën Team - Astana Qazaqstan Team - BikeExchange-Jayco - Lotto-Soudal - Trek-Segafredo - UAE Team Emirates - Quick-Step Alpha Vinyl - Cofidis - Groupama-FDJ - Ineos Grenadiers - Israel-Premier Tech ProTeams (8)- Drone Hopper-Androni Giocattoli - Eolo-Kometa - Caja Rural-Seguros RGA - Bardiani-CSF-Faizanè - Bingoal Pauwels Sauces WB - Equipo Kern Pharma - Alpecin-Deceuninck - TotalEnergies Équipes continentales (2)- Work Service-Vitalcare-Dynatek - Team Corratec |
| |

## Classement final
| \| Classement général \| Classement général \| Classement général \| Classement général \| Classement général \| \| Coureur \| Coureur \| Pays \| Équipe \| Temps \| \| ------------------ \| ------------------- \| ------------------ \| ---------------------- \| ------------------ \| \| 1er \| Davide Ballerini \| Italie \| Quick-Step Alpha Vinyl \| 4 h 18 min 01 s \| \| 2e \| Corbin Strong \| Nouvelle-Zélande \| Israel-Premier Tech \| + 0 s \| \| 3e \| Stefano Oldani \| Italie \| Alpecin-Deceuninck \| + 0 s \| \| 4e \| Matteo Trentin \| Italie \| UAE Team Emirates \| + 0 s \| \| 5e \| Iván García Cortina \| Espagne \| Movistar Team \| + 0 s \| \| 6e \| Robert Stannard \| Australie \| Alpecin-Deceuninck \| + 0 s \| \| 7e \| Christian Scaroni \| Italie \| Astana Qazaqstan Team \| + 0 s \| \| 8e \| Davide Bais \| Italie \| Eolo-Kometa \| + 0 s \| \| 9e \| Andrea Vendrame \| Italie \| AG2R Citroën Team \| + 0 s \| \| 10e \| Marijn van den Berg \| Pays-Bas \| EF Education-EasyPost \| + 0 s \| |                     |                  |                        |                 |
| |                     |                  |                        |                 |
| Source : ProCyclingStats |                     |                  |                        |                 |
| Classement général |                     |                  |                        |                 |
| Coureur | Coureur             | Pays             | Équipe                 | Temps           |
| 1er | Davide Ballerini    | Italie           | Quick-Step Alpha Vinyl | 4 h 18 min 01 s |
| 2e | Corbin Strong       | Nouvelle-Zélande | Israel-Premier Tech    | + 0 s           |
| 3e | Stefano Oldani      | Italie           | Alpecin-Deceuninck     | + 0 s           |
| 4e | Matteo Trentin      | Italie           | UAE Team Emirates      | + 0 s           |
| 5e | Iván García Cortina | Espagne          | Movistar Team          | + 0 s           |
| 6e | Robert Stannard     | Australie        | Alpecin-Deceuninck     | + 0 s           |
| 7e | Christian Scaroni   | Italie           | Astana Qazaqstan Team  | + 0 s           |
| 8e | Davide Bais         | Italie           | Eolo-Kometa            | + 0 s           |
| 9e | Andrea Vendrame     | Italie           | AG2R Citroën Team      | + 0 s           |
| 10e | Marijn van den Berg | Pays-Bas         | EF Education-EasyPost  | + 0 s           |